# Zecchino d'Oro 2002
Il quarantacinquesimo Zecchino d'Oro si è svolto a Bologna dal 19 al 23 novembre 2002.
È stato presentato da Cino Tortorella, Heather Parisi e Ilaria Spada. La sigla è stata una canzone sulla melodia de Il singhiozzo, ma con testo rielaborato.
Il Fiore della solidarietà del 2002 è dedicato alla costruzione di quattro scuole in Cambogia. Pochi giorni prima della trasmissione si verificò il terremoto del Molise, per cui si decise di destinare parte dei fondi alle popolazioni colpite.
Gli ospiti di questa edizione sono stati Gigi D'Alessio, Nino Frassica (nei panni del Maresciallo Cecchini), Michele Cucuzza, Giovanni Muciaccia, Giancarlo Giannini e il Mago Pecar.
In questa edizione, fra gli autori ci sono Edoardo Bennato, Lucio Dalla e Roby Facchinetti.
Agostino Acquaviva ha partecipato alla quindicesima edizione di Amici di Maria De Filippi come componente del gruppo vocale Aula39.

## Brani in gara
- Canzone indigena (Para un niño indígena) ( Ecuador) (Yankilé Hidalgo, José Ángel Pérez, rielaboratore Cilumbriello) - Leonel Alejandro Cóndor Arévalo (9 anni)
- Grande diventerò (只要我長大) ( Taiwan) (Testo italiano: Roberto Ferri) - Chia Ying Tang (唐佳迎) (8 anni)
- I nonni son felici (Vara la bunici) ( Romania) (Testo italiano: Michele Galasso) - Miruna Oprea (6 anni)
- Il gioco dell'alfabeto (אלף-בית) ( Israele) (Testo: Naomi Shemer, Francesco Freyrie/Musica: Naomi Shemer) - Nimrod Starik (נמרוד סטאריק) e Shira Zawadzki (שירה זבצקי) (entrambi 8 anni)
- Il ramarro con tre erre (Testo: Franco Fasano, Gianfranco Grottoli, Andrea Vaschetti/Musica: Franco Fasano, Gianfranco Grottoli, Andrea Vaschetti) - Ernesto Schinella (5 anni)
- La gallina brasiliana (Testo: Bruno Lauzi/Musica: Riccardo Zara) - Giorgia Bertolani (7 anni), Carla Carbonaro (6 anni) e Matteo Copparoni (6 anni)
- La pace c'è! (Oghniatou' Sèlèm) ( Tunisia) (Testo italiano: Emilio Di Stefano) - Ahmed M'rad (8 anni)
- L'ambasciatore di Paranà (Testo: Daniele Fossati/Musica: Luigi Cavalletto) - Caterina Frola (8 anni)
- Lo stelliere (Testo: Edoardo Bennato, Gino Magurno, Ornella Della Libera/Musica: Edoardo Bennato, Gino Magurno) - Gabriele Carlini (8 anni)
- Marcobaleno (Testo: Maria Francesca Polli/Musica: Roby Facchinetti) - Agostino Acquaviva (9 anni)
- Nonni nonni (Testo: Angelo Messini, Lucio Dalla/Musica: Angelo Messini, Lucio Dalla) - Sebastiano Cicciarella (5 anni) e Virginia Floris (5 anni)
- Per un amico (Testo: Claudio Farina/Musica: Claudio Farina, Marco Iardella) - Lucilla Minervini (8 anni)
- Se ci credi anche tu (Ef þú trúir því líka) ( Islanda) (Testo italiano: Cheope) -  Halldóra Baldvinsdóttir (9 anni)
- Violino mio (Il - Ġugarell ta' Qalbi) ( Malta) (Testo italiano: Salvatore De Pasquale) - Christian Grech (8 anni)